# Mihályi
Mihályi is een plaats (község) en gemeente in het Hongaarse comitaat Győr-Moson-Sopron. Mihályi telt 1139 inwoners (2001).